# 納里斯卡 (亞利桑那州)
納里斯卡（英語：Nariska）是位於美國亞利桑那州皮納爾縣的一個非建制地區。該地的面積和人口皆未知。

## 地理
納里斯卡的座標為32°30′16″N 111°15′48″W / 32.50444°N 111.26333°W，而該地的平均海拔高度為595米（即1952英尺）。